# 半七捕物帳
『半七捕物帳』 （はんしちとりものちょう） は、岡本綺堂による時代小説で、捕物帳連作の嚆矢とされる。
時は明治時代。かつて江戸の岡っ引として化政期から幕末期に数々の難事件・珍事件の探索に関わり、現在は隠居の身の半七を、新聞記者の「わたし」が訪ねて茶飲み話のうちに手柄話や失敗談を聞きだすという構成で、旧幕時代の風俗を回顧しながら探偵小説としての謎解きのおもしろさを追求する趣向の小説である。作中で「捕物帳」とは、町奉行所の御用部屋にある当座帳のようなもので、同心や与力の報告を書役が筆記した捜査記録をさしている。
近代日本における時代小説・探偵小説草創期の傑作である。1917年（大正6年）に博文館の雑誌「文芸倶楽部」で連載が始まり、大正年間は同誌を中心に、中断を経て1934年（昭和9年）から1937年（昭和12年）までは講談社の雑誌「講談倶楽部」を中心に、短編68作が発表された。他に、半七の義父である吉五郎親分を主人公とする中篇『白蝶怪』があり、しばしば番外編として扱われる。68作の中にも他人が解決した事件の手伝い、あるいは過去事件の伝聞などとして半七がほとんど、あるいは全く登場しない事件が数話存在するが、いずれも半七老人が語り始める導入部となっているのに対し、『白蝶怪』は末尾に1行、半七に関わる但し書が添えられただけの完全三人称小説であり、シリーズに含めて数えないことが多い。
また、綺堂の別作品『三浦老人昔話』は、半七の知人・三浦の話を本作『半七捕物帳』の語り手である「わたし」がやはり聞き書きしたものという構成を取っており、本作のスピンオフ的作品の色が濃い。

## 内容と評価
厳密な時代考証や綺堂自身の伝聞・記憶などから、江戸期の江戸八百八町を小説の上にみごとに再現した情趣あふれる作品で、時代小説としてのみならず風俗考証の資料としても高い価値を持ち、明治期の「現代人」を媒介に、江戸時代を描写する遠近法的手法が使われている。
本格推理、怪談風味、サスペンスなど物語の展開も多様である。同時代の大衆小説に多く見られる装飾語過多や大袈裟さとは一線を画した、すっきりした文章が特徴で、解説者都筑道夫は「まるで今年書かれた小説のようだ」と評した。江戸情趣の描写に関してもむしろ抑制的で、あくまでストーリーテリングや謎解きに従属する形である。出来不出来のばらつきも少なく、解説者北村薫は“どれか一話を読むとしたら”と問われて「全部をお読みくださいと言うほかない」と述べた。
綺堂は「シャーロック・ホームズ」を初めとする西洋の探偵小説についての造詣も深かったが、『半七捕物帳』は探偵小説としては推理を偶然に頼りすぎたり、事件そのものが誤解によるものだったりして、今日の推理小説の基準から比べれば、謎解きとしての面白さは左程ではないとも言われる。しかし何作かは本格性の高い作品である。国産推理小説がほとんど存在しなかった時期に先駆的役割をつとめたことは確かである。

## 半七の人物像
文政6年（1823年）生まれ。父親は日本橋の木綿問屋の通い番頭半兵衛。母はお民。13歳のとき（1835年）に父親が亡くなったために、一家は頼りを失う。半七は奉公に出るが道楽の味を覚え、放蕩三昧の時期がしばらくつづいた後、18歳（1840年）で神田三河町の御用聞き・吉五郎の手下（下っ引き）となる。翌天保12年（1841年）12月、19歳で「石灯籠」事件の初手柄をあげて以来、その機転のきいた推理と行動力で吉五郎一家で頭角をあらわし、3、4年後（1844年または1845年）に吉五郎が病死した後は、遺言により一人娘のお仙と結ばれ、御用聞きの跡目を相続する。「三河町の半七（親分）」が通称である。以後、名探偵として同心や同僚の目明しから多大な信頼を寄せられ、各種の難事件、珍事件に携った。4歳違いの妹であるお粂は常盤津の女師匠・常盤津文字房であり、神田明神下で母親と女所帯を構えている。半七の家とも往来がある。勘を基点として推理力を働かせ、その目星にしたがって自分や子分の手で聞き込みにより傍証を集めていく手法で、性格はかなり温厚で粘り強い。腕っ節に物を言わせることもあるが、恫喝や威嚇などは心理作戦として用いる程度である。自身が語り手ということもあるが、激情にかられるような描写はほとんど見られない。
維新後に廃業。その前後に養子を取って唐物屋（輸入品の店）を開かせ、「わたし」との交際が生まれた日清戦争後（1894年（明治27年）以降）の時期には場末の赤坂に隠居している。この時点でお仙はすでに没し、養子は40歳。孫が2人いるらしい。甥との交流も出てくるが、お粂の子としては年輩があわないところもあり、詳細は不明である。
赤坂では老婢と2人ぐらし。猫を飼っている。江戸時代以来の季節ごとの行事やしきたりを律儀に重んじて暮らす昔かたぎな老人であるが、反面新しもの好きでもあり、新時代にも悪い印象は決して持っていない。いち早く電燈や鉄道を利用していることが作中示されている。また、比較的まめに物詣や遊山に外出し、なかなか健脚である。話好きで、「前置きが長い」と自分で断りながらも、若い「わたし」に昔話をするのをたいへんに好んでいる。交際が広く、綺堂の別の作品「三浦老人昔話」の主人公である三浦老人をはじめとして、昔の事件でかかわった人々とも、明治以降も付合いをつづけている。読書は歴史小説が好み。酒はたしなむ程度で、下戸である。1904年（明治37年）没。享年81。

## 後世への影響
この作品の成功によって、以後時代小説と探偵小説を融合した「捕物帳もの」が文学上定着し、時代小説・探偵小説双方の作家によって様々な捕物帳が書かれることになるが、そのなかでも『半七捕物帳』は常に別格的な傑作として位置づけられる。野村胡堂は、江戸風俗の厳密な考証では綺堂にはかなわないと考え、『銭形平次捕物控』の時代設定を寛永の昔に引上げた。もっとも後期の作品風俗は、化政や天保時代になっている。野村『銭形平次――』、佐々木味津三『右門捕物帖』（むっつり右門）、横溝正史『人形佐七捕物帳』、城昌幸『若さま侍捕物手帖』を加え、「五大捕物帳」とも称される。
『半七捕物帳』はその江戸情緒と小説としての人気から何度も舞台化され、もっとも有名なのは六代目尾上菊五郎による「春の雪解」や「勘平の死」の劇化である。戦後において半七を持役にした代表的な存在は長谷川一夫である。銭形平次と比べ、半七は捜査能力は高いが温厚で中庸な人物であり、特別な個性、体技、決め台詞、トレードマーク、名脇役のようなものを持たず、話やキャラクターが地味な構成であるため、近年では演劇・テレビ・映画などで取り上げられる機会は少ない。

## 近年の刊本など
- 光文社文庫（全6巻）、新装版 2001年（平成13年）
- 春陽堂書店 春陽文庫（全7巻）、1999年（平成11年）-2000年（平成12年）
- 『半七捕物帳 傑作選 一 読んで、「半七」!』『傑作選 二 もっと「半七」!』
北村薫・宮部みゆき編、各・ちくま文庫、2009年（平成21年）
単行本元版は『半七捕物帳』（今井金吾注・解説、全6巻 筑摩書房、1998年（平成10年））
- 『半七捕物帳　初手柄編』ハルキ文庫・時代小説文庫、2014年（平成26年）
- 『半七捕物帳　江戸探偵怪異譚』 宮部みゆき編、新潮文庫、2019年（令和元年）
- 『半鐘の怪　半七捕物帳ミステリ傑作選』 末國善己編、東京創元社〈創元推理文庫〉、2022年
- 『半七捕物帳　年代版』まどか出版（2011～2013年）は、全8巻の予定だったが第5巻で途絶。

かつては青蛙房や角川文庫で出版。1987年（昭和62年）までは旺文社が、十数年間文庫本の出版権を保有し、作品集を旺文社文庫（全6巻）で刊行した。旺文社が文庫レーベルの刊行を終えた際は、内外の人気・名作とされる古典作品を中心に、この文庫でのみ事実上入手可能な作品が数多く存在したことから、それら作品の以後の出版権の行方などを巡って、出版業界ではちょっとした騒ぎになった。その渦中にあって、『半七捕物帳』シリーズは出版業界内外から最も注目を集めた作品の一つであった。
1985年（昭和60年）から1986年（昭和61年）に光文社文庫で再刊、傑作選（全2冊）も1990年代後半に講談社文庫・大衆文学館で刊行された。
- 五十嵐佳子による『半七捕物帳リミックス！』（白泉社招き猫文庫、2015年）で新たな読者向けに、現代的な表記・意訳・解釈を織り交ぜた編著も刊行。

神田たけ志作画で「半七捕物帳　春の雪解編」（主婦の友：魂別冊、2019年）がコミック化されている。
現代日本文学の翻訳・普及事業によってフランス語翻訳本が出版されており、2012年時点で販売部数は6519冊とされる。
電子出版で、ニンテンドーDSソフト『みんなで読書DS 捕物帳 半七&右門&安吾&顎十郎&旗本退屈男』で69編を読むことが出来、またWikisourceや青空文庫にて全編が公開され、インターネット上で無料で読むことができる。

## 関連文献
- 今井金吾 『「半七捕物帳」江戸めぐり　半七は実在した』 ちくま文庫、1999年。ISBN 4-480-03459-5
  - 元版は『半七は実在した』河出書房新社、1989年 を改訂
- 今井金吾 『「半七捕物帳」大江戸歳事記』 ちくま文庫、2001年。ISBN 4-480-03615-6
  - 元版は『江戸っ子の春夏秋冬』河出書房新社、1991年 を増訂
- 今井金吾編 『半七の見た江戸 『江戸名所図会』でたどる「半七捕物帳」』河出書房新社、1999年。ISBN 4-309-22349-4。
- 岡田喜一郎 『半七捕物帳お江戸歩き』 河出書房新社、2004年。ISBN 4-309-01666-9 - 地図写真多数の江戸東京散歩ガイド。
- 岡本経一 『「半七捕物帳」解説』 青蛙房、2009年。ISBN 4-7905-0807-2 - 養嗣子による長年の解説集。
- 今内孜編著 『半七捕物帳事典』 国書刊行会、2010年。ISBN 4-336-05163-1 - 大著
- 浅子逸男 『御用！「半七捕物帳」』 鼎書房、2019年。ISBN 4-907282-55-9
- 大村彦次郎 「第7章 岡本綺堂と「半七捕物帳」」-『時代小説盛衰史』 筑摩書房、2005年 / ちくま文庫（上） 2012年

## テレビドラマ

### 露口茂 版
「フジテレビ 時代劇スペシャル」製作：フジテレビ・国際放映
| 放送日        | サブタイトル | 監督     | 脚本       | 出演者 |
| 1984年3月29日 | 怪談津の国屋 | 新津左兵 | 下飯坂菊馬 | 三河町の半七：露口茂 お米：松尾嘉代 文字春：岡江久美子 お松：水野久美 お雪：浅沼友紀子 お安、お兼：田中綾子 池田十右衛門：加藤和夫 伊左衛門：奥村公延 お藤：原田千枝子 熊蔵：守田比呂也 竹造：谷村昌彦 十文字重忠 |

### 半七捕物帳 十手無用の仮面舞踏会
- 主演 森繁久彌 1987年（昭和62年）4月9日、テレビ朝日系「傑作時代劇」

### 里見浩太朗 日本テレビ版
- 1992年（平成4年）10月13日 - 1993年（平成5年）3月2日、日本テレビ系毎週火曜日20時より放送。全19話。

#### スタッフ
- 企画：岡部英紀（日本テレビ）、菊池昭康
- 脚本：鈴木生朗、和久田正明、ちゃき克彰、名倉勲、塙五郎、田上雄、小川英、南賀明子
- 音楽：大谷和夫
- 音楽ディレクター：鈴木清司
- 監督：小澤啓一、関本郁夫、齋藤光正、金鐘守、原田雄一、井上泰治
- 撮影：原田裕平、片山顕（第4話は片岡顕と表記）、羽田辰治、都築雅人、萩屋信
- 照明：佐々木政一、武邦男、横山秀樹、伊勢晴夫、畑下隆憲
- 録音：面屋竜憲、神戸孝憲、中川清
- 美術：高見哲也、栗崎元成、鈴木孝俊、塚本隆治
- 記録：小川加津子、内藤幸子、東紀子
- 編集：藤原公司
- 整音：加藤正行
- 助監督：渡辺譲、佐藤晴夫、喜田川隆義
- 計測：長谷川光徳、原田国一、作村龍二
- 舞踊振付：藤間藤雄（第3話）
- 擬斗：上野隆三、清家三彦（東映剣会）
- 衣裳：米田稔
- 装置：水谷好孝
- 装飾：三木雅彦
- 小道具：高津商会
- 美粧結髪：東和美粧
- かつら：山崎かつら
- 刺青絵師：毛利清二
- 演技事務：西村尚三
- スチール：深野隆、林晋
- 広報担当：難波佐保子
- 特技：宍戸大全
- 進行：宮崎俊弥、木岡敦、松田渡
- 邦楽監修：中本哲
- 協力：京都・大覚寺、京都御室 仁和寺
- 進行主任：進藤盛延
- 現像：IMAGICA
- 協力：江戸小物細工 服部一郎、豆凧・家紋凧 唐変木庵
- ナレーター：黒沢良
- 岡本綺堂原作「半七捕物帳」（光文社文庫刊より）
- プロデューサー：加納譲治、今井正夫
- プロデューサー補：大澤雅彦（日本テレビ）
- 協力：劍企画
- 制作協力：東映太秦映像
- 製作：ユニオン映画

#### 主題歌
「風が吹く時も」（作詞：里村龍一、作曲：小田純平、編曲：前田俊明）（ソニーレコード）

#### 出演
- 三河町の半七：里見浩太朗
- お千加：片平なぎさ
- お初：有沢妃呂子
- 庄太：西山浩司
- 熊蔵：丹古母鬼馬二
- 志村小十郎：松村雄基
- 小山恭介：堤大二郎
- 鳥越の長次：山城新伍
- 白河楽翁：丹波哲郎

#### サブタイトル
※役名は間違っている可能性あり。
| 話     | 放送日          | サブタイトル            | 脚本            | 監督     | ゲスト |
| ------ | --------------- | ----------------------- | --------------- | -------- | --- |
| 第1話  | 1992年 10月13日 | 仏の半七鬼になる!（SP） | 鈴木生朗        | 小澤啓一 | お徳：山口美也子、志村小十郎：松村雄基、政吉：河原崎建三、牧野宗阿弥：青木義朗、大黒屋重兵衛：中田浩二、田口仁三郎：内田勝正、山根渡：横光克彦、夜鴉の繁蔵：浜伸詞、太市：高橋一生、新屋英子、宮下良子、清吉：高橋浩二朗、山本弘、国田栄弥、おみつ：太宰由美子、川本美由紀、河野元子、田中千絵、勇家寛子、武田京子、平岡秀幸、宮城幸生、西山清孝、奔田陵、小谷浩三、細川純一、顔役：江波杏子、白河楽翁：丹波哲郎 |
| 第2話  | 10月20日        | 情け心が悪を討つ        | 鈴木生朗        | 関本郁夫 | 清太郎：坂上忍、お梶：あいはら友子、徳三郎：鶴田忍、六造：重久剛一、お銀：松井紀美江、お君：吉田哲子、丸屋清兵衛：寺下貞信、おみつ：太宰由美子、清吉：高橋浩二朗、幸助：佐々山洋一、志茂山高也、秀次郎：加藤聡志、小谷豪純、丸屋の丁稚：中西勇太、河合綾子、おたね：島かおり |
| 第3話  | 10月27日        | 娘いれずみ鬼十手!       | 和久田正明      | 関本郁夫 | お夏：戸川京子、土井宗庵：田中明夫、一石橋の仙蔵：工藤堅太良、中村歌之丞：沖田さとし、犬飼左膳：石倉英彦、雲海：小池栄、お峰：志乃原良子、おきた：塚本加成子、七五郎：当銀長太郎、市松：谷口孝史、清吉：高橋浩二朗、おみつ：太宰由美子、河本忠夫、川鶴晃裕、杉山幸晴、猪飼賢治、加藤重樹、西岡ちあき |
| 第4話  | 11月03日        | 八丁堀友情の十手        | ちゃき克彰      | 齋藤光正 | 戸倉矢之助：山下規介、おりん：日向明子、佐吉：頭師佳孝、紀州屋：田口計、秋村小十郎：宮口二郎、おかよ：新海百合子、おさよ：本間由美、おみつ：太宰由美子、近江屋：大木晤郎、辰三：広瀬義宣、戸崎：西園寺章雄、清吉：高橋浩二朗、猪之吉：細川純一、おかよの亭主：峰蘭太郎、酌女：田辺ひとみ、酌女：神原千恵、おしの：加藤貴子                                                                                       |
| 第5話  | 11月10日        | 十五年目の悲劇          | 鈴木生朗        | 齋藤光正 | おきぬ：伊藤麻衣子、新助：篠塚勝、富田屋金右衛門：金内喜久夫、市兵衛：川辺久造、徳松：清水昭博、おとよ：前沢保美、おみつ：太宰由美子、清吉：高橋浩二朗、西福寺住職：北見唯一、伊三郎：楠年明、安吉：吉野隆造、砂蔵：波多野博 |
| 第6話  | 11月17日        | 花吹雪! 女親分          | 和久田正明      | 金鐘守   | 三國屋お甲：根岸明美、宝生左門：亀石征一郎、お力：松本友里、千太郎：島英臣、笠次郎：山本弘、勘助：田中弘史、おみつ：太宰由美子、清吉：高橋浩二朗、無宿人：岡田洪志、宮川健士郎：木谷邦臣、舟木冬馬：白井滋郎、鈴木修平、細川純一、砂五郎：中嶋俊一、有島淳平、藤沢徹夫、高谷舜二、小船秋夫、森山陽介、薄雪：田辺ひとみ                                                                                           |
| 第7話  | 11月24日        | ろくでなし              | 名倉勲          | 金鐘守   | 虎吉：安岡力也、唐津屋吉兵衛：菅貫太郎、井坂庸之進：木村栄、治助：結城市朗、おかよ：竹村愛美、おみつ：太宰由美子、清吉：高橋浩二朗、阿波屋の番頭：伝法三千雄、滝田作之進：久賀大雅、佐八：高畑次郎、横田文弥：荻原郁三、おろく：小林泉、おかね：朝比奈潔子、おせい：前川恵美子、近江屋の番頭：遠山金次郎、大坂屋の番頭：市条享一、女：春藤真澄                                                                   |
| 第8話  | 12月01日        | 十手を憎んだ女          | ちゃき克彰      | 小澤啓一 | おしん：芦川よしみ、本間啓一郎：小野武彦、信濃屋喜左衛門：穂積隆信、おみつ：太宰由美子、清吉：高橋浩二朗、喜三郎：宮本大誠、弥助：赤城太郎、佐吉：入江武敏、おきよ：加藤貴子、酌女：鈴川法子、酌女：勇家寛子、酌女：森兼万貴、加藤重樹、川鶴晃裕、松本新一郎、安藤彰則 |
| 第9話  | 12月08日        | 恋しぐれ鎌倉河岸        | 鈴木生朗        | 小澤啓一 | 丹波屋吾平(穴切の勝蔵):浜田晃、伊三郎:伊東達広、お駒:三條美紀、お粂:梶三和子、翁屋善助:浜田東一郎、岩代屋万之助:徳江一裕、おみつ:太宰由美子、清吉:高橋浩二朗、桑田:佐々木剛、遊び人:峰蘭太郎、池田謙治、滝野貴之、杉山幸晴、石井洋充、窪田弘和、藤枝政巳、浜崎涼子 |
| 第10話 | 12月15日        | 死神を刺した女          | 塙五郎          | 原田雄一 | おふみ：山本みどり、死神の半蔵：立川三貴、進藤采女（疾風の新助）：長谷川明男、泉州屋三右衛門：高桐真、おみつ：太宰由美子、人足寄場の役人：白井滋郎、伊勢屋喜兵衛：森下鉄朗、晒し小屋の役人：矢部義章、武士：壬生新太郎、新吉：加藤聡志、半蔵の仔分：山根誠示、半蔵の仔分：松永吉訓、太郎吉：及川潤 |
| 第11話 | 12月22日        | 闇の顔役                | 鈴木生朗        | 関本郁夫 | 顔役：江波杏子、安西松風：原田清人、和助：沖田さとし、尾州屋安次郎：西山辰夫、時造：岡田正典、宝八：多賀勝、市兵衛：下元年世、紀州屋宗助：水上保広、おせい：本間由美、おみつ：太宰由美子、清吉：高橋浩二朗、利兵衛：関根大学、おきた：塚本加成子、下足番：上野秀年、辰吉：林哲夫、杉山幸晴、本山力、松太郎：中西健太、西岡ちあき                                                                                 |
| 第12話 | 1993年 1月12日  | 艶姿 隼小僧参上         | 鈴木生朗        | 金鐘守   | 白河楽翁：丹波哲郎、おもん（隼小僧）：中村あずさ、片山主膳：江見俊太郎、佐野屋清右衛門：須永克彦、浜造：唐沢民賢、源次：赤城太郎、伊庭与十郎：石倉英彦、おみつ：太宰由美子、清吉：高橋浩二朗、ろうそく屋の主人：有島淳平、木谷邦臣、瓦版売り(声のみ)：峰蘭太郎、河本忠夫、加藤寛治、山田永二、志村小十郎：松村雄基                                                                                               |
| 第13話 | 1月19日         | 氷雨の女                | 田上雄          | 原田雄一 | お蝶：南條玲子、結城屋吉兵衛：長谷川哲夫、堺屋清兵衛（虎姫の十蔵）：睦五朗、新助：吉田次昭、関口陣内：岩尾正隆、おみつ：太宰由美子、お絹：村上理子、清吉：高橋浩二朗、平岡秀幸、山田良樹、高谷舜二、中西勇太、星野美恵子 |
| 第14話 | 1月26日         | 折り鶴の女              | ちゃき克彰      | 金鐘守   | おしの：長山洋子、房吉：井上高志、駿河屋市兵衛：久富惟晴、相模屋利助：中田浩二、おみつ：太宰由美子、清吉：高橋浩二朗、佐平次：石倉英彦、おしのの父親：日高久、おきみ：登克子、おもん：和田かつら、小峰隆司、藤長照夫、東孝、畑中伶一、幼少期のおしの：前野有香 |
| 第15話 | 2月02日         | べらんめえお嬢様!       | 和久田正明      | 井上泰治 | 寅吉：砂川啓介、嶋屋与兵衛：早川純一、蔵次郎：中村孝雄、お才：水原まき、お染：田中雅子、鮫三：浜伸詞、鬼吉：勝野賢三、弥市：はりた照久、おみつ：太宰由美子、清吉：高橋浩二朗、おたね：小柳圭子、東村晃幸、小坂和之、高見裕二、上鶴良子、神原千恵 |
| 第16話 | 2月09日         | 悲しみ色の女            | 和久田正明      | 金鐘守   | おはん：岡まゆみ、喜平：玉川伊佐男、巳之介：成瀬正孝、百目の十兵衛（別所十兵衛）：五味龍太郎、孫六：国田栄弥、上総屋：松田明、両国屋：芝本正、巴屋：疋田泰盛、秀：堂本和也、おみつ：太宰由美子、清吉：高橋浩二朗、虎：司裕介、森山陽介、滝野貴之、長瀬有紀子、富永佳代子、朝吉：丹波義隆 |
| 第17話 | 2月16日         | 恋仇! 五十両の賞金首    | 田上雄          | 井上泰治 | お美代：岩本千春、氷室の栄次郎（栄吉）：冨家規政、十文字屋治兵衛：長谷川弘、諸星外記：黒部進、印幡の伝造：曽根晴美、杢兵衛：北見唯一、おみつ：太宰由美子、清吉：高橋浩二朗、お島：島村晶子、平左衛門：波多野博、番頭：泉好太郎、新助：高井清史、石井洋充、床尾賢一、浜田隆広、西村正樹、美松艶子 |
| 第18話 | 2月23日         | 十手無情恋しぐれ        | 塙五郎          | 関本郁夫 | お葉（おせん）：蜷川有紀、飯島左内：磯部勉、同心 木村：山内としお、喜助：朝日完記、お葉の父：浜田雄史、隼の文吉：亀井賢二、料亭の女将：山口朱美、おちか：恋塚ゆうき、藤原：五十嵐義弘、志茂山高也、矢部義章、池田謙治、小谷浩三、松田吉博、加藤聡志、藤森周一郎、小野恵来、藤坂有希 |
| 最終話 | 3月02日         | 半七危機に立つ!         | 小川英 南賀明子 | 金鐘守   | お沢：竹井みどり、佐貫屋鉄蔵：田口計、石岡十蔵：宮口二郎、日立屋：小沢象、巳之吉：広世克則、五平：出水憲、岩上：荻原郁三、植木屋：小野寺充、おみつ：太宰由美子、吉蔵：中西宣夫、奉行所役人：笹木俊志、谷口友香、松寺千恵美、落合智子、西村香織、疋田泰盛、春藤真澄、桂登志子、浜崎涼子、林沙弥佳、北村明男 |

### 其の他
- 半七捕物帳
主演 笈川武夫 1953年（昭和28年）7月から1955年（昭和30年）5月まで断続的に放送。 NHK
- 半七捕物帳
主演 中村竹弥 1956年（昭和31年）5月3日 - 12月27日　TBS系　毎週金曜　21時50分 - 22時20分
- 半七捕物帳
主演 尾上松緑 1961年（昭和36年）11月4日 - 1962年（昭和37年）6月9日　NTV系　毎週土曜　20時 - 21時
- 半七捕物帳
主演 長谷川一夫 TBS系「水曜劇場」にて放映。第1部と第2部があり、第1部は1966年（昭和41年）3月9日 - 7月20日まで放映し、第2部は1967年（昭和42年）9月13日 - 1968年（昭和43年）1月24日まで放送。
- 半七捕物帳（製作：東映）
主演 平幹二朗、中村玉緒　1971年（昭和46年）10月6日 - 1972年（昭和47年）3月29日、NET系毎週水曜日21時より放送

| TBS 水曜劇場                                    | TBS 水曜劇場                                      | TBS 水曜劇場                                    |
| 前番組                                          | 番組名                                            | 次番組                                          |
| ----------------------------------------------- | ------------------------------------------------- | ----------------------------------------------- |
| ああ!夫婦（第1部） 1965年11月3日 - 1966年3月2日 | 半七捕物帳（第1部） 1966年3月9日 - 7月20日        | ああ!夫婦（第2部） 1966年7月27日 - 1967年3月8日 |
| TBS 水曜劇場                                    |                                                   |                                                 |
| 暢気眼鏡 1967年8月16日 - 9月6日                 | 半七捕物帳（第2部） 1967年9月13日 - 1968年1月24日 | クラクラ日記 1968年1月31日 - 4月24日            |

## ラジオ作品
東海ラジオ開局50周年「半七捕物帳」（月曜～金曜 21時30分～21時50分）
- 番組名のとおり、東海ラジオが開局50周年記念番組のひとつとして、2009年（平成21年）10月5日から2010年（平成22年）3月まで放送された。なおラジオドラマ形式ではなく、5日間で1話完結の朗読形式である。出演は東海ラジオのアナウンサーが週替わりで登場するが、新聞記者としてリスナーを案内する原光隆と半七の源石和輝はレギュラー出演である。また番組終盤部分に「半七メモ」として、不定期交代で角田智美・山口由里により、解説が必要だと思われる用語などが登場する作品の際に紹介される。
- 作者の表現を尊重するためか、基本的に原文のまま朗読しているため、現代においては不適切な表現もそのまま朗読されるが、その際は原によって番組の最後にそのことが伝えられる。
- 元々は2008年（平成20年）の年末に特別番組として放送したものが好評だったことから、この放送につながっているらしい[6]。

## その他
- 「朗読全集 半七捕物帳」 - 文聞舎 全69話を完全音声化。